# Benzofenone
Il benzofenone, o difenilchetone, è un composto organico presente in natura, di formula molecolare C13H10O. Più precisamente si tratta di un  chetone aromatico, la cui formula semistrutturale è C6H5–CO–C6H5, spesso scritta anche Ph2CO. È anche il più semplice dei diarilchetoni (Ar–CO–Ar) e costituisce un esempio semplice e rappresentativo di coniugazione incrociata del carbonile. È una molecola che riveste particolare importanza in fotochimica per la lunga vita media del suo stato eccitato di tripletto, che è comunque un biradicale reattivo.
È stato trovato in alcuni funghi, piante, frutti ed anche in certe uve.

## Storia
Il benzofenone fu descritto per la prima volta nel 1874 dal chimico tedesco Carl Graebe dell'Università di Königsberg in un primo resoconto dei suoi lavori in argomento.

## Proprietà e struttura molecolare
Il benzofenone è un composto termodinamicamente stabile, ΔHƒ° = -34 kJ/mol.
A temperatura ambiente si presenta come cristalli rombici incolori (nella sua forma più stabile) o polvere cristallina bianca, con tenue odore floreale di rosa, solubile in benzene, etere, acetone, diclorometano e negli altri principali solventi organici, ma praticamente insolubile in acqua. Questo nonostante la molecola abbia un ragguardevole momento dipolare (μ = 2,95 D), superiore a quello dell'acetone (2,69 D), ma leggermente inferiore a quello dell'acetofenone (3,05 D).

### Geometria molecolare e coniugazione
In questa molecola il carbonio carbonilico sp2 è al centro di un triangolo con i vertici occupati da O e i due C degli anelli benzenici; per massimizzare la coniugazione di questi ultimi con il carbonile essi dovrebbero essere complanari ma questo comporterebbe una significativa interazione sterica tra i loro idrogeni in 2 e 2' (posizioni in orto al C=O) e per questo motivo i loro piani sono tra loro parzialmente ruotati, per ui la molecola non è planare. Questo problema non si presenta nel caso di un chetone molto simile, il fluorenone (C13H8O), dove al posto dei due legami degli idrogeni anulari nelle posizioni 2 e 2' c'è, nelle stesse posizioni, un legame singolo tra gli anelli. In tal modo, si realizza così in pieno la loro coniugazione incrociata con il carbonile. Altra molecola simile è lo xantone.

### Fotochimica
Il benzofenone è un fotosensibilizzatore tra i più efficienti (la resa quantica per la formazione della specie tripletto è vicina al 100%) e come tale è usato in fotochimica.
Il benzofenone e in particolare i suoi derivati sono usati come additivi nelle creme solari e nei cosmetici in genere, ma anche negli additivi per plastiche, come filtri anti UV e si ritrovano poi come sostanze potenzialmente nocive per l'ambiente.

### Chetile (anione radicale distonico)
Il suo chetile Ph2CO− (difenilchetile), un anione radicale distonico che si ottiene dalla sua reazione con un metallo alcalino in solventi eterei, è più stabile di quello di diversi altri chetoni a causa della delocalizzazione aggiuntiva dell'elettrone spaiato che si ha sugli anelli benzenici. È  detto distonico in quanto in casi come questo l'elettrone spaiato e la carica negativa sono necessariamente ubicati su atomi diversi; in una delle forme di risonanza, ad esempio, l'elettrone spaiato si trova sul carbonio carbonilico e la carica negativa sull'ossigeno.
Il suo sale di sodio, Ph2CO•−Na+, di un intenso colore blu-violetto e ben solubile in solventi organici (a differenza del sodio metallico tal quale), è un reattivo particolarmente usato nella purificazione di solventi organici, ove agisce come essiccante e come preservante da ossigeno. Con un eccesso di metallo alcalino, dal benzofenone si può anche ottenere il sale viola del suo dianione: (M+)2(Ph2CO)2−.

## Sintesi
Il benzofenone può essere ottenuto tramite l'acilazione di Friedel-Crafts, che prevede la reazione tra il cloruro di benzoile ed il cloruro di alluminio, con formazione del carbocatione benzoile e la successiva reazione di quest'ultimo col benzene:
Ph-CO-Cl + AlCl3 → Ph-CO+ + AlCl−4
Ph-CO+ + Ph-H + AlCl4– → Ph-CO-Ph + HCl + AlCl3
Oppure, tramite l'acilazione con il fosgene di 2 moli di benzene:
2 Ph-H + COCl2 + 2 AlCl3 →  Ph-CO-Ph + 2 HCl + 2 AlCl3
Si può anche ottenere dall'ossidazione catalitica con rame del difenilmetano.
Inoltre, la reazione a freddo (5 °C – 10 °C) del benzene con CCl4 (2:1) in presenza di AlCl3 porta a difenildiclorometano (Ph2CCl2); l'idrolisi a caldo di questo conduce al benzofenone.
Può inoltre  essere ottenuto per pirolisi del benzoato di calcio anidro ((PhCOO)2Ca).

## Riduzioni
Il benzofenone viene ridotto dallo zinco metallico in polvere in una soluzione di idrossido di potassio in etanolo, per dare il difenilmetanolo (benzidrolo):
Ph-CO-Ph + Zn ( in KOH / EtOH) →  Ph-CHOH-Ph
Ancora con zinco, ma in acido acetico, viene ridotto a benzopinacolo:
Ph-CO-Ph + Zn (in CH3COOH) →  Ph2C(OH)–C(OH)Ph2Può essere ridotto a difenilmetano per trattamento con acido iodidrico in presenza di fosforo.